# Кімберлі Еліз
Кімберлі Еліз (англ. Kimberly Elise, нар. 17 квітня 1967) — американська актриса, відома за ролями у фільмах «Виклик» (1996), «Улюблена» (1998), «Джон К'ю» (2001), «Маньчжурський кандидат» (2004), «Щоденник божевільної чорної жінки» (2005), «Великі сперечальники» (2007), «Пісні про кохання» (2010) та «Наркотик» (2015). Еліз також отримала номінацію на премію «Незалежний дух» за головну роль у фільмі «Жінка, ти вільна!» (2004), крім того, виконувала головні ролі у кількох незалежних та телевізійних фільмах.

## Раннє життя
Кімберлі Еліз Треммел народилася 1967 року в Міннеаполісі, штат Міннесота . Має трьох братів і сестер. Еліз вивчала кіномистецтво в університеті Міннесоти, де здобула освітній ступінь бакалавра .

## Кар'єра
Перша велика роль Еліз була у фільмі 1996 року «Виклик» нарівні з Джадою Пінкетт-Сміт, Квін Латіфою та Вівікой А. Фокс. У 1997 році тримала премію CableACE Award за роль у телефільмі The Ditchdigger's Daughters . Через рік вона знялася разом з Опрою Вінфрі у фільмі « Улюблена», який приніс акторці нагороду від « Асоціації кінокритиків Чикаго» а також премію « Супутник».
Еліз зіграла головну роль у фільмі «Жінка, ти вільна!», яка принесла їй номінацію на премію « Незалежний дух», а також кілька нагород. Вона також знялася в комерційно успішних фільмах « Джон К'ю», « Маньчжурський кандидат» та «Щоденник божевільної чорної жінки», в останньому з яких була провідною актрисою. На телебаченні вона знялася в серіалі CBS «Поруч із будинком» у 2006—2007 роках, а також з'явилася в таких шоу як « Приватна практика», « Хроніки майбутнього» та « Анатомія Грей». З 2013 року вона знімається у серіалі VH1 «Запалюй!» .
У 2010 році Кімберлі Еліз знялася разом з Джанет Джексон, Вупі Голдберг, Філісією Рашад, Тендіве Ньютон, Лореттою Дивайн, Анікою Ноні Роуз та Керрі Вашингтон у драмі « Пісні про кохання». Хоча фільм отримав змішані відгуки, виступ Еліз був високо оцінений критиками . У 2015 році з'явилася у фільмі « Наркотик». Після Еліз взяла на себе роль у фільмі HBO «Підтвердження» з Керрі Вашингтон, а восени 2016 році знялпася и в комедійній драмі «Різдво Майєрсів» з Габріель Юніон, Мо'Нік та Денні Гловером.

## Особисте життя
1989 року вийшла заміж за фотографа Моріса Олдема. У шлюбі народилися дві доньки, у 1990 та 1998 роках. Пара розлучилася в 2005 році.

## Фільмографія

### Фільми
| Год  | Назва українською                 | Назва англійською                  | Роль                            | Примітки |
| ---- | --------------------------------- | ---------------------------------- | ------------------------------- | --- |
| 1996 | Виклик                            | Set It Off                         | Тішон Вільямс                   | |
| 1997 |                                   | The Ditchdigger's Daughters        | Жанетт                          | Телефільм CableACE Award за найкращу жіночу роль другого плану у міні-серіалі чи фільмі |
| 1998 | Улюблена                          | Beloved                            | Денвер                          | Премія Асоціації кінокритиків Чикаго за найкращий прорив року Премія «Супутник» за найкращу жіночу роль другого плану — кінофільм Номінація — NAACP Image Award за найкращу жіночу роль другого плану Номінація — Премія Асоціації кінокритиків Чикаго за найкращу жіночу роль другого плану Номінація — American Black Film Festival за найкращу жіночу роль |
| 2000 | Історія Лоретти Клейборн          | The Loretta Claiborne Story        | Лоретта Клейборн                | Телефільм |
| 2000 | На живця                          | «„Bait“»                           | Ліза Гілл                       | |
| 2001 | Дорога до слави                   | ""Bojangles " "                    | Фанні                           | Телефільм Black Reel Award за кращу жіночу роль другого плану в міні-серіалі або фільмі Номінація — NAACP Image Award за кращу жіночу роль другого плану у міні-серіалі чи фільмі |
| 2002 | Джон К'ю                          | John Q                             | Деніз Арчібальд                 | Номінація — NAACP Image Award за кращу жіночу роль другого плану Номінація — Black Reel Award за кращу жіночу роль |
| 2004 | Жінка, ти вільна!                 | Woman Thou Art Loosed              | Мішель Джордан                  | Black Reel Award за кращу жіночу роль Номінація — Премія «Незалежний дух» за найкращу жіночу роль Номінація — NAACP Image Award за найкращу жіночу роль Номінація — BET Award за найкращу жіночу роль |
| 2004 | Маньчжурський кандидат            | The Manchurian Candidate           | Роуз                            | Номінація — BET Award за найкращу жіночу роль Номінація — Black Reel Award за найкращу жіночу роль другого плану |
| 2005 | Щоденник божевільної чорної жінки | Diary of a Mad Black Woman         | Хелен Маккартер                 | NAACP Image Award за найкращу жіночу роль BET Comedy Award за найкращу жіночу роль Black Reel Award за найкращу жіночу роль Black Movie Award за найкращу жіночу роль |
| 2007 | Гордість                          | Pride                              | Сью Картер                      | |
| 2007 | Великі сперечальники              | The Great Debaters                 | Перл Фармер                     | |
| 2009 | Золоті руки: Історія Бена Карсона | Gifted Hands: The Ben Carson Story | Соня Карсон                     | Телефільм NAACP Image Award за гнайкращу жіночу роль у міні-серіалі або фільмі Номінація — Prism Award за найкращу жіночу роль у міні-серіалі або фільмі |
| 2010 | Пісні про кохання                 | For Colored Girls                  | Кристал Воллес / Леді у чорному | NAACP Image Award за найкращу жіночу роль другого плану Black Reel Award за найкращий акторський склад African-American Film Critics Association Award за найкращу жіночу роль другого плану Номінація — Black Reel Award за найкращу жіночу роль |
| 2011 | Узи, які пов'язують               | Ties That Bind                     |                                 | |
| 2012 | Закон Ханни                       | Hannah's Law                       | Мері                            | |
| 2013 | Парк Хайленд                      | Highland Park                      | Тоні                            | |
| 2014 |                                   | The Night Session                  | Дорін                           | Короткометражний фільм |
| 2014 |                                   | A Day Late and a Dollar Short      | Janelle                         | Телефільм Номінація — Black Reel Award за найкращу жіночу роль другого плану у міні-серіалі чи фільмі |
| 2014 |                                   | Apple Mortgage Cake                | Анджела                         | Телефільм |
| 2013 | Подія 15                          | Event 15                           | Блау                            | |
| 2015 | Наркотик                          | Dope                               | Ліза Хейс                       | |
| 2015 | Мері Томас                        | Back to School Mom                 | Mary Thomas                     | |
| 2016 | Нерозсудливість                   | Hellbent                           | Каріна МакКаллум                | |
| 2016 | Слухання                          | Confirmation                       | Соня Джарвіс                    | |
| 2016 | Різдво Маєрсів                    | A Meyers Christmas                 |                                 | |
| 2018 | Жага смерті                       | Death Wish                         | детектив Джексон                | |
| 2019 | До зірок                          | Ad Astra                           | Лоррейн Діверс                  | |
| 2019 | Різдво Керол                      | Carole's Christmas                 | Керол Джордан                   | |
| TBA  |                                   | HeadShop                           | Фіона                           | |

### Телебачення
| Рік       | Назва українською   | Назва англійською          | Роль            | Примітки |
| --------- | ------------------- | -------------------------- | --------------- | --- |
| 1995      | В будинку           | In the House               | Рулетт          | 1 епізод |
| 1996      | Вартовий            | The Sentinel               | Кендіс Блейк    | 1 епізод |
| 2003      | Сутінкова зона      | The Twilight Zone          | Жасмін          | 1 епізод |
| 2003      | Подруги             | Girlfriends                | Рис Джексон     | 2 епізоди |
| 2002-2003 | Їжа для душі        | Soul Food                  | Естелла         | 2 епізоди Номінація NAACP Image Award за найкращу жіночу роль другого плану в драматичному серіалі                                                                                     |
| 2005-2007 | Поруч з будинком    | Close to Home              | Маурін Скоуфілд | Регулярна роль, 43 епізоди NAACP Image Award за найкращу жіночу роль у драматичному серіалі (2007) Номінація — NAACP Image Award за найкращу жіночу роль у драматичному серіалі (2006) |
| 2007      | Приватна практика   | Private Practice           | Енджі Пейдж     | 1 епізод |
| 2007      | Хроніки майбутнього | Masters of Science Fiction | Тіллі Ві        | 1 епізод |
| 2009      | Анатомія Грей       | Grey's Anatomy             | Доктор Суендер  | 3 епізоди |
| 2011      | Сестра Готорн       | Hawthorne                  |                 | 1 епізод |
| 2013-2016 | Вдарся об підлогу   | Hit The Floor              | Слоан Хейс      | Регулярна роль |
| 2019      | Зірка               | Star                       | Діана Брукс     | 4 епізоди |